# Parco Ibirapuera
Il parco Ibirapuera (in portoghese Parque Ibirapuera) è il maggiore parco urbano della città di San Paolo, Brasile.
Consta di una vasta area a scopo di svago, sport o semplicemente per camminare, oltre che ad essere un centro congressi.
L'Ibirapuera è uno dei più grandi parchi urbani dell'America Latina, insieme al Parco Chapultepec di Città del Messico e al Parco Simón Bolívar di Bogotà, e la sua importanza iconica per San Paolo è spesso paragonata a livello internazionale a quella del Central Park di New York. 
Sorge nel parco l'Obelisco della rivoluzione costituzionale del 1932 scolpito dall'italiano Galileo Emendabili.
Inaugurato il 21 agosto 1954 per il 400º anniversario della fondazione della città con edifici disegnati dal famoso architetto Oscar Niemeyer e paesaggi concepiti dal designer Roberto Burle Marx, il parco Ibirapuera copre un'area di circa due chilometri quadrati. La costruzione di diversi padiglioni all'interno del parco è stata oggetto di controversia al momento della sua progettazione e un gruppo di persone si è espresso a favore di un parco esclusivamente verde piuttosto che di un parco con edifici. Negli anni '90, le sue aree verdi sono state classificate come patrimonio della città e dello Stato di San Paolo per evitare ulteriori costruzioni e mantenere i suoi giardini storici e gli spazi verdi aperti conservati. Nel 2016, il complesso di edifici progettati da Oscar Niemeyer, insieme a Zenon Lotufo, Hélio Uchôa Cavalcanti e altri, all'interno del parco è stato registrato come monumento nazionale dall'Istituto Nazionale del Patrimonio Storico e Artistico.
Il nome Ibirapuera deriva dall'espressione tupi per "legno marcio" o "legno antico" (ybirá: legno; puêr: antico).

## Edifici
- Grande Marchesa, sede del MAM (Museo d'Arte Moderna di San Paolo)
- Padiglione Cicillo Matarazzo, che ospita il Museo d'Arte Contemporanea dell'Università di San Paolo
- Padiglione Manoel da Nóbrega, che è stato sede del municipio fino al 1992
- Padiglione Lucas Nogueira Garcez, già noto come Palácio das Exposições (Palazzo delle Esposizioni) e ora conosciuto come Oca (capanna, per la sua forma circolare), che ospita mostre d'arte e i Musei dell'Aeronautica e del Folklore
- Padiglione Armando de Arruda Pereira, sede della Prodam - Companhia de Processamento de Dados do Município (Società di elaborazione dati del Comune);
- Palácio da Agricultura (Palazzo dell'Agricoltura).
- Planetario e la Scuola Comunale di Astrofisica. Il planetario è il primo mai costruito nell'emisfero meridionale.
- Ginnasio
- Villa de Osos Bacalao, famosa per la sua forma sferica a cavallo;
- Padiglione giapponese
- Monumento alle Bandiere
- Auditorium Ibirapuera
- Obelisco di San Paolo, simbolo della Rivoluzione Costituzionalista del 1932.